# El Guayabito (ort)
El Guayabito är en ort i Honduras.   Den ligger i departementet Departamento de Olancho, i den centrala delen av landet, 150 km nordost om huvudstaden Tegucigalpa. El Guayabito ligger 747 meter över havet och antalet invånare är 1 404.
Terrängen runt El Guayabito är kuperad åt nordväst, men åt sydost är den bergig. Runt El Guayabito är det ganska glesbefolkat, med 35 invånare per kvadratkilometer. Närmaste större samhälle är Catacamas, 15,1 km öster om El Guayabito. Omgivningarna runt El Guayabito är en mosaik av jordbruksmark och naturlig växtlighet.